# Roberto Finzi
Roberto Finzi (Sansepolcro, 11 febbraio 1941 – Bologna, 10 settembre 2020) è stato uno storico italiano.

## Attività scientifica e divulgativa
Laureatosi in filosofia all'Università di Bologna nel 1964, insegnò nelle Università di Ferrara, Trieste e Bologna. Autore di circa 150 pubblicazioni, scrisse per le maggiori case editrici italiane e in numerose riviste italiane e straniere. Collaborò a diverse testate giornalistiche fra cui Rinascita, L'Unità, Il manifesto, Il piccolo, Il Corriere della Sera. Suoi lavori sono stati editi, in Italia, in Argentina, Belgio, Brasile, Cina, Francia, Gran Bretagna, Giappone, Spagna, Stati Uniti. Fu tra i fondatori di Storia del pensiero economico, Passato e presente e Rivista di storia contemporanea. 
Suoi campi di lavoro furono la storia dell'agricoltura, dell'agronomia, delle condizioni di vita nelle campagne fra XVII e XX secolo; la storia dell'ambiente, con particolare attenzione alla vicenda del clima in età moderna: la storia del pensiero economico, con particolare riferimento al secolo XVIII; la storia del pensiero e del movimento socialista; la storia dell'antisemitismo e della "questione ebraica"; la storia della persecuzione antiebraica in Italia; la storia delle città e delle regioni italiane; la didattica della storia.

## Pubblicazioni principali
- Monsignore al suo fattore. La "Istruzione di agricoltura" di Innocenzo Malvasia (1609), Istituto per la Storia di Bologna, Bologna 1978
- Il sole, la pioggia, il pane e il lavoro. Note su clima, raccolto, calendario agrario nel Bolognese durante il secolo XVII in R.Finzi (a cura di), Le meteore e il frumento. Clima, agricoltura, meteorologia a Bologna nel '700, Il Mulino, Bologna 1986, pp. 347-387
- Civiltà mezzadrile. La piccola coltura in Emilia-Romagna, Laterza, Roma-Bari, 1998
- Introduzione, traduzione e note a A.R.J. Turgot, Le ricchezze, il progresso e la storia universale, Einaudi, Torino 1978 (e i saggi correlati Turgot, l'histoire et l'économie: "nécessité" de l'économie politique? " Historicité" des lois économiques? in C.Bordes-J.Morange (a cura di), Turgot, économiste et administrateur, P.U.F., Limoges-Paris 1982, pp. 4-18 ; The Theory of Historical Stages in Turgot and Quesnay. A few Comparisons, "Keizai Kenkyu" ("The Economic Review") vol. 33 n. 2 (aprile 1982), pp. 109-18)
- “ A Certain Principle in Human Nature”: Adam Smith's Division of Labour in M. Albertone, a cura di, Governare il mondo. L'economia come linguaggio della politica nell'Europa del Settecento “ Fondazione Giangiacomo Feltrinelli. Annali “ XLVII, 2007 ( Feltrinelli, Milano 2009 ),  pp.35-60
- L'antisemitismo. Dal pregiudizio contro gli ebrei ai campi di sterminio. Giunti-Castermann, Firenze- Bruxelles, 1997 ( trad. franc. L'antisémitisme. Du préjugé au génocide, Castermann-Giunti, Bruxelles-Firenze, 1997 ; trad. ingl. ( UK) Anti-semitism. From Its European Roots to the Holocaust, Windrush, Moreton-in-Marssh 1999 trad. ingl. (USA) Anti-semitism. From Its European Roots to the Holocaust, Interlink, New York-Northampton, 1999; trad. cinese 反猶主義 = Anti-semitism / Fan You zhu yi = Anti-semitism Éditeur 三聯書店(香港)有限公司, Xianggang : San lian shu dian (Xianggang) you xian gong si, 2004)
- L'università italiana e le leggi antiebraiche. Editori Riuniti, Roma 1997 ( II ed. ampliata Editori Riuniti, Roma 2003)
- Il pregiudizio. Ebrei e questione ebraica in Marx, Lombroso, Croce, Bompiani, Milano 2011
- The Damage to Italian Culture: The Fate of Jewish University Professors in Fascist Italy and After, 1938-1946 in J. D. Zimmerman, ed by, Jews in Italy under Fascist and Nazi Rule, 1922-1945, Cambridge University Press, New York, 2005, pp.  96- 113
- La base materiale dell'italofonia di Trieste in R. Finzi, G. Panjek, a cura di, Storia economica e sociale di Trieste. Vol. I. La città dei gruppi 1719-1918, Lint, Trieste 2001, pp. 317-331